# Nioghalvfjerdsfjorden
Nioghalvfjerdsfjorden är en fjord med intilliggande glaciär, Nioghalvfjerdsbræ, på nordöstra Grönland (Kungariket Danmark). Den ligger i den nordöstra delen av Grönland, 1 900 km nordost om huvudstaden Nuuk, i Grönlands nationalpark. Glaciären Nioghalvfjerdsbræ når 470 meter över havet. Namnet kommer av det danska ordet för sjuttionio (nioghalvfjerds) och syftar på den 79:e breddgraden, nordlig bredd.
Årsmedeltemperaturen i trakten är −19 °C. Den varmaste månaden är juli, då medeltemperaturen är −2 °C, och den kallaste är januari, med −31 °C.